# Bajai Obszervatórium
Az SZTE Bajai Obszervatóriuma (korábbi néven Bács-Kiskun Megyei Csillagvizsgáló Intézet) a Szegedi Tudományegyetemhez tartozó obszervatórium.

## Története
A második világháborút követően a bajai Borbás Mihály amatőrcsillagász kezdeményezésére hozták létre a csillagászati kutatóintézetet. 1955. január 1-jén megnyílt a Bajai Bemutató Csillagvizsgáló. 1966. január 1-jétől a Magyar Tudományos Akadémia (MTA) részeként végzett tudományos munkákat. A Változó Csillagok Osztálya és a Stellárstatisztikai Osztály munkatársai Budapesten és a Piszkéstetői Obszervatóriumban dolgoztak. Az Égimechanika és Alkalmazásai Osztály Budapesten az anyaintézetben, illetve Baján az Obszervatóriumban végezték munkájukat. 
Fő munkaterülete: a mesterséges égitestek megfigyelésével nyert információk hasznosítása, főleg a felsőlégkör-kutatási célokra. Rendszeresen végzik mesterséges holdak vizuális és fotografikus megfigyelését, részt vesznek és kezdeményeznek nemzetközi megfigyelési programokat. Az INTEROBS-program elméletét az itt dolgozó tudományos munkatársak 1961-ben készítették. 1962-1969 között az Interkozmosz-program keretében együtt dolgozó nemzetközi megfigyelőállomások mintegy 50 000 észlelést gyűjtöttek össze. A technikai eszközök fejlődésével a program helyébe az Atmoszféra-program lépett.
1987. augusztus 1-jén az MTA átadta az Intézetet Baja városának, így az ismeretterjesztési és kutatási tevékenység kettévált. A kutatómunka fokozatosan a szoros kettőscsillag rendszerek asztrofizikája irányába tolódott el. A társadalmi, gazdasági változások eredményeként az Obszervatórium tudományos munkájának folytatására 1994. április 29-én megalakult a Bács-Kiskun megyei Önkormányzat Csillagvizsgáló Intézete, amelyet a korábban is segítséget nyújtó Bács-Kiskun Megyei Önkormányzat működtet. Az igazgatói teendők ellátásával dr. Hegedüs Tibor fizikust bízták meg.
A korábban megyei önkormányzati, majd minisztériumi fenntartású csillagvizsgáló 2015 elejétől a Szegedi Tudományegyetemhez tartozik, közvetlen rektori irányítás alatt.

## PTE Csillagászati Külső Tanszék
2000-ben a Pécsi Tudományegyetem Fizikai Intézete a csillagvizsgáló munkatársaival megalakította a PTE bajai Csillagászati Külső Tanszékét.
2017-ben három tudományos munkatársa van a bajai tanszéknek:
- Dr. Hegedüs Tibor címzetes egyetemi docens, tanszékvezető
- Dr. Bíró Imre Barna tudományos munkatárs
- Dr. Borkovits Tamás tudományos munkatárs.

## Külső hivatkozások
- Hivatalos weboldal